# Jarosław Iwaszkiewicz
Jarosław Leon Iwaszkiewicz (20. února 1894 Kalnyk na dnešní Ukrajině – 2. března 1980 Varšava) byl významný polský prozaik, básník, esejista, překladatel a libretista, spoluzakladatel básnické skupiny Skamander, spolupracovník a redaktor řady literárních časopisů, v letech 1959–1980 předseda Svazu polských spisovatelů. Zastával také diplomatické funkce a byl dlouholetým poslancem Sejmu Polské lidové republiky. Čtyřikrát byl nominován na Nobelovu cenu za literaturu (1957, 1963, 1965, 1966). Je nositelem Řádu budovatelů lidového Polska a Spravedlivým mezi národy.